# Медведівська сільська рада (Кегичівський район)
Медве́дівська сільська́ ра́да — адміністративно-територіальна одиниця та орган місцевого самоврядування в Кегичівському районі Харківської області. Адміністративний центр — село Медведівка.

## Загальні відомості
- Медведівська сільська рада утворена в 1991 році.
- Територія ради: 32,422 км²
- Населення ради: 668 осіб (станом на 2001 рік)
- Територією ради протікає річка Берестова.

## Населені пункти
Сільській раді підпорядковані населені пункти:
- с. Медведівка
- с. Золотухівка

## Склад ради
Рада складалася з 14 депутатів та голови.
- Голова ради: Середа Наталія Олексіївна
- Секретар ради: Поляк Наталія Михайлівна

### Керівний склад попередніх скликань
| Прізвище, ім'я, по батькові | Основні відомості                                                         | Дата обрання | Дата звільнення |
| --------------------------- | ------------------------------------------------------------------------- | ------------ | --------------- |
| Лактіонов Юрій Єгорович     | Сільський голова, 1961 року народження, безпартійний                      | 26.03.2006   | 19.05.2010      |
| Середа Наталія Олексіївна   | Сільський голова, 1963 року народження, освіта вища, член Партії регіонів | 31.10.2010   |                 |

Примітка: таблиця складена за даними сайту Верховної Ради України

### Депутати
За результатами місцевих виборів 2010 року депутатами ради стали:

#### За суб'єктами висування
| Суб'єкт висування                                       | Кількість обраних депутатів | %    |
| ------------------------------------------------------- | --------------------------- | ---- |
| Партія регіонів                                         | 10                          | 71,4 |
| Політична партія Всеукраїнське об'єднання «Батьківщина» | 3                           | 21,4 |
| Самовисування                                           | 1                           | 7,1  |

#### За округами
| № округу                                                | Прізвище, ім'я, по батькові       | Дата визнання обраним | Освіта             | Партійна приналежність                        | Відомості про обраного депутата                                     |
| ------------------------------------------------------- | --------------------------------- | --------------------- | ------------------ | --------------------------------------------- | ------------------------------------------------------------------- |
| Партія регіонів                                         |                                   |                       |                    |                                               |                                                                     |
| 1                                                       | Сніжко Петро Мефодійович          | 01.11.2010            | середня            | член Партії регіонів                          | тимчасово не працює                                                 |
| 2                                                       | Бондаренко Світлана Володимирівна | 01.11.2010            | середня            | член Партії регіонів                          | пенсіонер                                                           |
| 4                                                       | Білан Станіслав Анатолійович      | 01.11.2010            | середня            | член Партії регіонів                          | тимчасово не працює                                                 |
| 5                                                       | Бугаєнко Зоя Сергіївна            | 01.11.2010            | вища               | член Партії регіонів                          | Медведівська загальноосвітня школа І-ІІІ ст., заступ-ник дирек-тора |
| 8                                                       | Дрозд Тетяна Іванівна             | 01.11.2010            | вища               | член Партії регіонів                          | Медведівська загальноосвітня школа І-ІІІ ст., вчитель               |
| 9                                                       | Великородня Раїса Іванівна        | 01.11.2010            | середня            | член Партії регіонів                          | Медведів-ський ДНЗ, заві-дуюча                                      |
| 10                                                      | Поляк Наталія Михайлівна          | 01.11.2010            | вища               | член Партії регіонів                          | Поштове відділення зв'язку, заві-дуюча                              |
| 11                                                      | Задорожня Катерина Василівна      | 01.11.2010            | вища               | член Партії регіонів                          | Медведівська загальноосвітня школа І-ІІІ ст., вчитель               |
| 12                                                      | Колєснік Тетяна Олександрівна     | 01.11.2010            | середня            | член Партії регіонів                          | тимчасово не працює                                                 |
| 13                                                      | Білан Людмила Павлівна            | 01.11.2010            | середня            | член Партії регіонів                          | Медведєв-ська сільська рада, голов.бухгал-тер                       |
| Політична партія Всеукраїнське об'єднання «Батьківщина» |                                   |                       |                    |                                               |                                                                     |
| 3                                                       | Шавлак Олександр Миколайович      | 01.11.2010            | середня            | позапартійний                                 | тимчасово не працює                                                 |
| 7                                                       | Манукян Надія Миколаївна          | 01.11.2010            | вища               | член Всеукраїнського об'єднання «Батьківщина» | Медведівська загальноосвітня школа І-ІІІ ст., вчитель               |
| 14                                                      | Кузнєцова Галина Агламівна        | 01.11.2010            | середня            | позапартійна                                  | тимчасово не працює                                                 |
| Самовисування                                           |                                   |                       |                    |                                               |                                                                     |
| 6                                                       | Костенко Микола Михайлович        | 10.01.2011            | середня спеціальна | член Партії регіонів                          | Медведівська сільська рада, спеціаліст II категорії                 |